# Gornja Pačetina
Gornja Pačetina – wieś w Chorwacji, w żupanii krapińsko-zagorskiej, w mieście Krapina. W 2011 roku liczyła 404 mieszkańców.